# Тесламетр

Феррозондовый магнитометр СМ8М

Тесламетр — прибор для измерения индукции магнитного поля, от названия стандартной единицы измерения индукции — тесла.

## Описание
Наиболее распространены тесламетры, основанные на индукционном принципе, состоящие из катушки и электроизмерительного прибора. При изменении потокосцепления катушки с измеряемым магнитным полем в преобразователе возникает ЭДС, измеряемая прибором. В постоянных магнитных полях потокосцепление изменяется из-за перемещения индукционного преобразователя — поступательного, вращения, вибрации и т. д.; в переменных — за счёт изменения величины и направления индукции поля. Для измерения индукции постоянного магнитного поля используют веберметры (флюксметры), в случае переменных — вольтметры.

## Разновидности
- феррозондовые
- с холловскими преобразователями[2][3]
- на ядерном магнитном резонансе
- на электронном парамагнитном резонансе,
- квантовые

## Области применения
Используются для измерения составляющих вектора напряжённости геомагнитного поля в магниторазведке и Физике Земли.